# Regió de Geita
Geita és una de les trenta regions administratives en les quals està dividida la República Unida de Tanzània. Va ser creada l'any 2012.
La seva principal població és la ciutat de Geita.

## Districtes
Aquesta regió es troba subdividida internament en cinc districtes:
- Bukombe
- Chato
- Districte de Geita
- Mbogwe
- Nyang'hwale

## Territori i població
La regió de Geita té una extensió de territori que abasta una superfície de 20,054 quilòmetres quadrats. A més aquesta regió administrativa té una població de 1,739,530 persones. La densitat poblacional és de 87 habitants per cada quilòmetre quadrat de la regió.